# Jeanne de Laval-Tinténiac
Pour les articles homonymes, voir Jeanne de Laval.
Jeanne de Laval-Tinténiac ou encore Laval-Châtillon, morte le 27 octobre 1437, dame héritière de Châtillon, d'Aubigné, Courbeveille, dame héritière de Tinténiac, de Bécherel et de Romillé, fille de Jean de Laval-Châtillon et d'Isabeau de Tinténiac, et petite-fille paternelle d'André de Châtillon et d'Eustach(i)e de Bauçay. Elle possédait Meslay, Montsûrs, Olivet, Courbeveille, Bouère dans la baronnie de Laval, et Aubigné et plusieurs autres lieux en Bretagne.

## Famille
Son écusson était : d'or a la croix de gueules chargée de cinq coquilles d'argent et cantonnée de seize alérions d'azur: Vécu entouré d'une bordure de sable besantée d'argent.; comme son père Jean de Laval-Châtillon.

Bertrand Du Guesclin

- mariée à la chapelle de Montmuran en 1374 à Bertrand Du Guesclin, Comte de Longueville, sans postérité, puis,
- mariée avec dispense[1] le 28 mai 1384 avec Guy XII de Laval, son parent au 3e degré[2], dont :
  - un enfant décédé en 1398 ;
  - Guy (mort en 1404), seigneur de Gavre[3] ;
  - Anne (1385 - 25 janvier 1466), dame et unique héritière de Laval[4], baronne héritière de Vitré, vicomtesse héritière de Rennes, de Châtillon, de Gavre, d'Acquigny, d'Aubigné, Courbeveille, dame héritière de Tinténiac, de Bécherel et de Romillé, mariée le 22 janvier 1404 à Jean de Montfort, seigneur de Kergolay, mariage où furent présents plusieurs évêques et les plus grands seigneurs de Bretagne[5]. De ce mariage sont issus :
    - Guy XIV de Laval,
    - André de Lohéac,
    - Louis de Laval,
    - Jeanne de Laval, épouse en 1424 de Louis Ier de Bourbon-Vendôme,
    - Catherine de Laval (Dame de Chauvigny), épouse de Guy III de Chauvigny-Châteauroux, vicomte de Brosse.

## Histoire
Jeanne est douairière du comté de Longueville, que Charles V de France avait donné à son premier époux, Bertrand du Guesclin. Elle est à l'origine de la reconstruction de la Chapelle des Trois-Maries de Montsûrs.
Jeanne est douairière de la baronnie de Vitré, à la mort de son second époux, Guy XII de Laval.

## Le mariage d'Anne, sa fille
Le mariage d'Anne de Laval, sa fille, veuve de Guy XIII de Laval au début de l'année 1416 à Guy Turpin sera l'objet d'une lutte acharnée.
Selon Jeanne de Laval-Tinténiac, ce mariage a été fomenté par Isabelle de Couesmes (la mère de Guy Turpin ; fille de Guillaume Couesmes et d'Eustach(i)e d'Usages, elle-même fille d'Eustach(i)e de Bauçay et de son 1er mari Guillaume d'Usages), qui faisait partie du proche entourage d'Anne. Contrairement à la volonté de sa mère qui veut la marier à Geoffroy de Malestroit, Anne choisit Guy Turpin, Dit Anne […] que Jehenne a conceu haine pour le mariage fait d'elle et de Turpin, qui est bon chevalier, fort et sage. Pour ce mariage, le roi de France, le duc de Bretagne et le comte de Penthièvre donnent leur agrément. Il en est de même pour le comte du Maine et duc d'Anjou qui indique qu'Anne est subgecte sans moien du roi de Sicile lui a requiz ou à ses officiers qu'elle fust mise en sa main, ce qui fut fait. Il n'en est rien de Jeanne de Laval, sa mère, qui refuse ce mariage, et qui entame une lutte acharnée avec sa fille.
La mariage d'Anne avec Guy Turpin en 1416 n'est pas accepté par sa famille et plus particulièrement sa mère pour plusieurs raisons :
- Guy était cousin issu de germain d'Anne[10]. Il s'agissait donc d'un mariage consanguin condamnable par l’Église, sans dispense de consanguinité[11].
- La condition modeste de Guy Turpin par rapport à la famille de Laval puisqu'il n'amène ni fortune, ni prestige. Jeanne de Laval indique que ceste matière touche grandement l'anneur d'elle, de sa fille et de tout l'ostel de Laval
- Jeanne, sa mère, n'a pas été avertie de ce mariage, pendant qu'elle cherchait un époux à sa fille. Anne reconnaît qu'elle n'a pas averti sa mère :Et selle n'a en ce eu le conseil de sa mère.

Le mariage est donc l'objet d'une controverse entre Anne et sa mère, dont il reste un procès-verbal dressé devant le Parlement de Paris en février 1417.

Selon Elise James, les faits ne sont pas toujours très clairs : 
Anne partage son pouvoir avec Guy Turpin, qui use du titre de seigneur de Laval pendant un temps.
Anne ne semble plus revendiquer ce mariage au-delà du procès effectué par sa mère. À la suite de ce procès, Jeanne ne laisse pas sa fille vaquer seule à son gouvernement mais l'assiste à plusieurs reprises, notamment dans le procès intenté par Raoul IX de Montfort au sujet de la garde des enfants d'Anne de Laval et de Guy XIII. Cette entente n'est pas pour Elise James toujours des plus calmes.

## Le sort des enfants
Pour l'Art de vérifier les dates, les enfants, à la mort de leur père en 1414, étaient mineurs, il y a procès pour leur tutelle entre Raoul IX de Montfort, leur aïeul, et Anne, leur mère.
Le 3 juin 1417, Raoul IX de Montfort profitant du grabuge apporté par Anne de Laval, fait valoir ses prétentions à obtenir la garde de ses petits-enfants. Il profite de la discorde de la mère et la fille pour la confusion des dites Anne et Jeanne est bon qu'il ait ladite garde, faisant ainsi courir le risque qu'il les éduque et les marie à sa convenance, ou pire, qu'il récupère leur héritage par leur mort accidentelle car ceulz de Montfort seroient leurs héritiers s'ilz estoient mors.
Jeanne et Anne s'allient alors plus ou moins, contre cette menace commune. La garde des enfants était alors confiée à Jeanne de Laval-Tinténiac et le gouvernement de leurs terres héritées de leur père à Louis de Loigny. Anne est encore alors sous la protection du roi puisqu'elle ne parle pas en son nom propre, mais accompagnée de Guillaume d'Orenge.
Depuis le pourparlé du second mariage, la garde des enfants appartient à Jeanne et c'est à elle avant tout de défendre son statut de tutrice. Anne fait valoir le droit : Dans la coutume d'Anjou et du Maine, un remariage n'empêche pas la garde des enfants, comme le conteste Raoul de Montfort. Les enfants sont d'abord de Laval avant d'être de Bretagne.
Il est précisé que ladicte Anne emploie ce que dit la dicte dame Jehanne. Anne confirme les dires de sa mère, et rajoute que la dicte requeste ne se doit point adrecier contre elle […] n'a mie la puissance ne la garde de ses dits enfans, mais est enfermée par le fait de la dite dame Jehanne, sa mère.
L'affaire est conclue en faveur d'Anne, car la garde fut adjugée à celle-ci (Anne) par sentence de la justice du Mans, dont il y eut appel au Parlement, qui confirma ce jugement par un arrêt de l'an 1417.

## Douairière

### Lutte contre les Anglais
En 1417, les Anglais, maîtres de la Normandie, entrèrent dans le Maine, où ils font des ravages. Les principales places de la province étaient en état de défense. Yolande d'Aragon, reine de Sicile, comtesse d'Anjou et du Maine, vint en aide, en permettant à Anne de Laval de prendre les deux tiers de la taille qu'on levait en son nom dans les baronnies de Laval, Mayenne et Château-Gontier. Mais bientôt, réduite à ses seules forces, la comtesse d'Anjou, à l'exemple du duc de Bretagne et avec l'agrément du roi, conclut une trêve avec le roi d'Angleterre.
Anne de Laval, ayant mis des troupes sur pied, défait, en 1422, un de leurs partis, composé de quatorze cents hommes, au lieu-dit la Brossinière.
Un acte du Parlement de Paris indique comment le 3 juin 1426, plusieurs chevaliers se retranchent dans le château de Meslay. Ils lèvent le pont-levis, et au moment où le capitaine veut rentrer, le menacent de leurs traits, « ne le laissant pas même en paix dans la chapelle et la tour de la basse-cour où il s’était retiré ». Pierre d'Anthenaise réussit à les en chasser. Jeanne de Laval-Tinténiac donna ensuite la capitainerie à Jean de la Chapelle qui prend comme lieutenant Jean Burnoust. Celui-ci, réunissant autour de lui de nombreux routiers, en profite avec ses anciens compagnons pour piller, tuer et violer.
La plupart des places-fortes furent contraintes de subir le joug des Anglais. Le Mans fut pris deux fois ; Mayenne, Sainte-Suzanne, Saint-Célerin, et d'autres, eurent le même sort : Laval resta la dernière. Anne de Laval se voyant menacée, d'un siège, en 1424 manda tous les nobles qui devaient garde à sa ville, de venir faire le service. Mais, nonobstant leur résistance et leurs efforts, la ville fut emportée le 9 mars 1428 (n. st.), et, six jours après, le château fut rendu par capitulation.
Pour acquitter la rançon à la suite de ce siège, Jeanne de Laval engagea une couronne d'or enrichie de pierreries et vendit à un Angevin sa terre de Savennières. Anne de Laval, retirée alors avec Jeanne, sa mère, au château de Vitré, s'obligea de payer une somme très considérable pour la rançon de la garnison. Cette conquête ne resta pas longtemps entre les mains des Anglais.

## L'annelet d'or deJeanne d'Arc
En juin 1429, Jeanne d'Arc transmet un « bien petit anneau d'or » à Jeanne de Laval, veuve du connétable Bertrand Du Guesclin et aïeule de la maison de Laval, pour rendre hommage aux combats menés par sa famille contre les Anglais. La Pucelle regrette toutefois de ne pouvoir lui manifester son estime autrement que par ce modeste présent.
Peu de temps après, les seigneurs Guy XIV de Laval et André de Lohéac, petits-fils de Jeanne de Laval, rejoignent l'armée royale qui se rassemble à Selles-sur-Cher en vue de reconquérir les places fortes de la Loire avant d'escorter Charles VII jusqu'à Reims afin que le souverain Valois y soit sacré roi de France.
La copie d'une lettre rédigée par les deux frères Laval en date du 8 juin 1429 nous apprend ces détails mais il ne subsiste aucun autre renseignement relatif à l'aspect et au sort de cet annelet d'or.

## Reprise de Laval
Pour l'Art de vérifier les dates, le jour même de la cérémonie de son sacre (17 juillet 1429), Charles VII, dans un conseil nombreux qu'il tint, érigea la baronnie de Laval en comté, relevant nument du roi, par lettres qui furent vérifiées au parlement le 17 mai 1431.
Ces lettres sont fondées sur les motifs les plus honorables qu'elles énoncent, la grandeur et l'ancienneté de la maison de Laval, son immuable fidélité envers la couronne, les services importants qu'elle lui a rendus, les armées levées à ses dépens pour le besoin de l'État, les pertes qu'elle a essuyées de ses villes et de ses châteaux, etc.
En 1429, les sieurs de la Ferrière et du Bouchet, reprirent sur eux la ville de Laval, le 25 septembre, jour qui sera consacré jusqu'au XVIIIe siècle depuis à une procession annuelle, pour perpétuer la mémoire de cet événement. Le 25 septembre 1429, « par un exploit dont Laval devrait toujours se souvenir », dit l'abbé Angot, avec Raoul du Bouchet, Jean de Champchevrier, Jean de Villiers et une poignée de soldats guidés par le meunier des Trois-Moulins, Jean Fouquet, Bertrand de la Ferrière contribua à la reprise de Laval sur les Anglais.

## Bienfaitrice
Jeanne de Laval a fait bâtir le devant du chœur de l'abbaye de Fontaine-Daniel (1432). Elle prend place au nombre des bienfaiteurs de la cathédrale du Mans. Il est en outre certain pour Bertrand de Broussillon que son portrait, ainsi que celui de du Guesclin, figuraient l'un et l'autre avant la Révolution française dans la cathédrale du Mans.

## Mort
Jeanne de Laval meurt à Vitré en 1433.
Jeanne de Laval n'eut que son cœur déposé à l'abbaye de Clermont près de Guy XII, son mari ; son corps fut inhumé en son église des Cordeliers de Laval, sous un splendide tombeau émaillé ou étaient figurés à ses côtés deux de ses enfants Guy et François, morts au berceau. De grandes largesses sont faites aux pauvres dans la huitaine qui suivit sa mort; il est distribué trois cents bureaux.
Sur sa tombe on lisait, sur une plaque de cuivre, l'inscription suivante : CY GIST JEHANNE COMTESSE DE LAVAL FILLE ET HÉRITIÈRE DE FEU MESSIRE JEHAN DE LAVAL, SIRE DE CHASTILLON, DE MELLAY, DE TINTENIAC ET DE BESCHEREL, JADIS FEMME DE MESSIRE GUY COMTE DE LAVAL, LAQUELLE DÉCÉDA LE 27 décembre DE l'an 1433. PRIEZ DIEU POUR SON AME.